# Nico Claesen
Nicolaas Pieter Claesen (1 de octubre de 1962), conocido como Nico Claesen, es un exfutbolista belga que actualmente ejerce de entrenador del RFC Lieja de Bélgica. Se desempeñaba como delantero.

## Selección nacional
Claesen jugó para la selección nacional belga desde 1983 hasta 1990, jugando 36 partidos y anotando 12 goles. Participó en la Eurocopa 1984 y en dos citas mundialistas México 1986 anotando 3 goles, ante Irak, Paraguay y Unión Soviética y donde Bélgica obtuvo el cuarto puesto, y en Italia 1990 donde solo jugó en el partido con los ingleses por octavos de final entrando en el segundo tiempo.

## Clubes
| Club              | País             | Año         |
| ----------------- | ---------------- | ----------- |
| VfB Stuttgart     | Alemania Federal | 1984 - 1985 |
| Standard Lieja    | Bélgica          | 1985 - 1986 |
| Tottenham Hotspur | Inglaterra       | 1986 - 1988 |
| Royal Antwerp FC  | Bélgica          | 1988 - 1992 |
| Germinal Ekeren   | Bélgica          | 1992 - 1993 |
| Royal Antwerp FC  | Bélgica          | 1993 - 1994 |
| KV Oostende       | Bélgica          | 1994 - 1996 |
| Sint-Niklase SK   | Bélgica          | 1996 - 1998 |
| K. Beringen FC    | Bélgica          | 1998 - 2000 |

## Participaciones en Copas del Mundo
| Mundial                        | Sede   | Partidos | Goles | Resultado        |
| ------------------------------ | ------ | -------- | ----- | ---------------- |
| Copa Mundial de Fútbol de 1986 | México | 7        | 3     | Semifinal        |
| Copa Mundial de Fútbol de 1990 | Italia | 1        | 0     | Octavos de final |

## Entrenador
| Club                     | País    | Año         |
| ------------------------ | ------- | ----------- |
| Patro Eisden Maaschmelen | Bélgica | 2005 - 2008 |
| RFC Lieja                | Bélgica | 2010 -      |

- Datos: Q1333795